# Agnieszka Kaczmarska
Agnieszka Kaczmarska (ur. 25 listopada 1975 w Warszawie) – polska działaczka polityczna i samorządowa, w latach 2016–2023 szef Kancelarii Sejmu.

## Życiorys
Ukończyła studia na Wydziale Dziennikarstwa i Nauk Politycznych Uniwersytetu Warszawskiego oraz Executive MBA Polskiej Akademii Nauk. Krótko pracowała m.in. jako pracownik cywilny Komendy Głównej Policji. W latach 1998–2001 pracowała w klubie parlamentarnym Akcji Wyborczej Solidarność. W latach 2002–2016 radna Prawa i Sprawiedliwości w dzielnicy Targówek m.st. Warszawy. Przez wiele lat przewodnicząca PiS w tej dzielnicy. W latach 2006–2016 dyrektor biura klubu parlamentarnego PiS.
16 lutego 2016 została powołana przez marszałka Sejmu Marka Kuchcińskiego na stanowisko zastępcy szefa Kancelarii Sejmu. Od 4 października 2016 p.o. szefa Kancelarii Sejmu (po odwołaniu Lecha Czapli). 1 stycznia 2017 powołano ją na szefa Kancelarii Sejmu. 21 listopada 2023 została odwołana ze stanowiska przez marszałka Sejmu Szymona Hołownię. Jej miejsce zajął Jacek Cichocki.
Przyjęta została do pracy w Narodowym Banku Polskim.

## Odznaczenia
- Krzyż Oficerski Orderu Odrodzenia Polski (2025)

## Życie prywatne
Jej mężem jest Marcin Kaczmarski, ma dwóch synów.